# Somaliland-Schilling

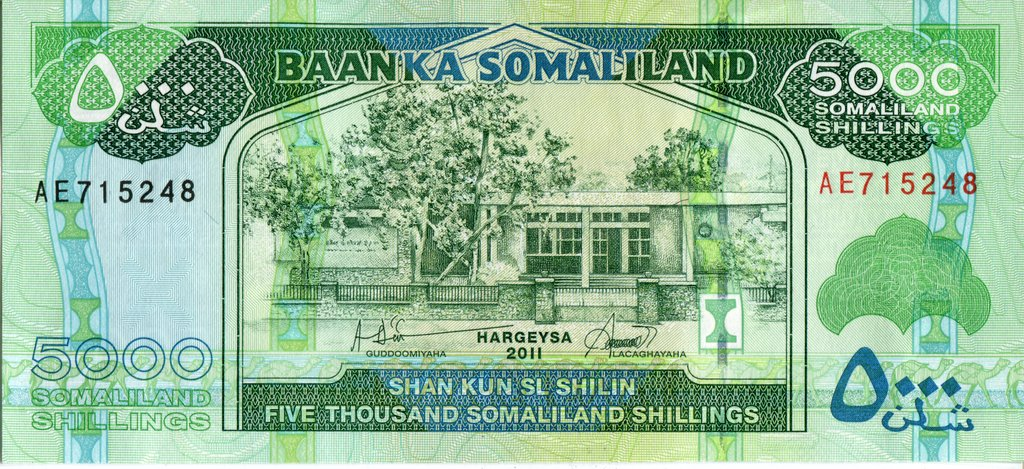
5000-Schilling-Banknote

Der Somaliland-Schilling (englisch Somaliland shilling, somali Soomaaliland shilin) ist die Währung des international nicht anerkannten Somaliland, welche im Oktober 1994 eingeführt wurde. Es handelt sich um eine außerhalb des Landes nicht handelbare Binnenwährung.
Ausgabeinstitut ist die Baanka Somaliland, die Zentralbank von Somaliland. Diese ermittelt den Wert des Somaliland-Schilling gegenüber anderen Währungen. Im März 2006 bekam man rund 6400 Somaliland-Schilling für einen US-Dollar, 2008 waren es 7500 Schilling. Einen offiziellen ISO-Code für die Währung gibt es nicht, üblich ist die Abkürzung SQS.
Kursmünzen wurden in den Nennwerten 1, 5, 10, 20 und 1000 SQS ausgegeben. Banknoten gibt es in den Nennwerten 5, 10, 20, 50, 100, 500, 1000 und 5000 SQS.
Aufgrund des geringen Nennwerts der einheimischen Banknoten sind im Zahlungsverkehr auch andere Währungen verbreitet, in erster Linie der US-Dollar und der Äthiopische Birr.